# George Graham (órakészítő)
George Graham (Horsgills, Cumberland, 1673. július 3. – London, 1751. november 20.) angol órakészítő, feltaláló, geofizikus, a Royal Society tagja.

## Életpályája

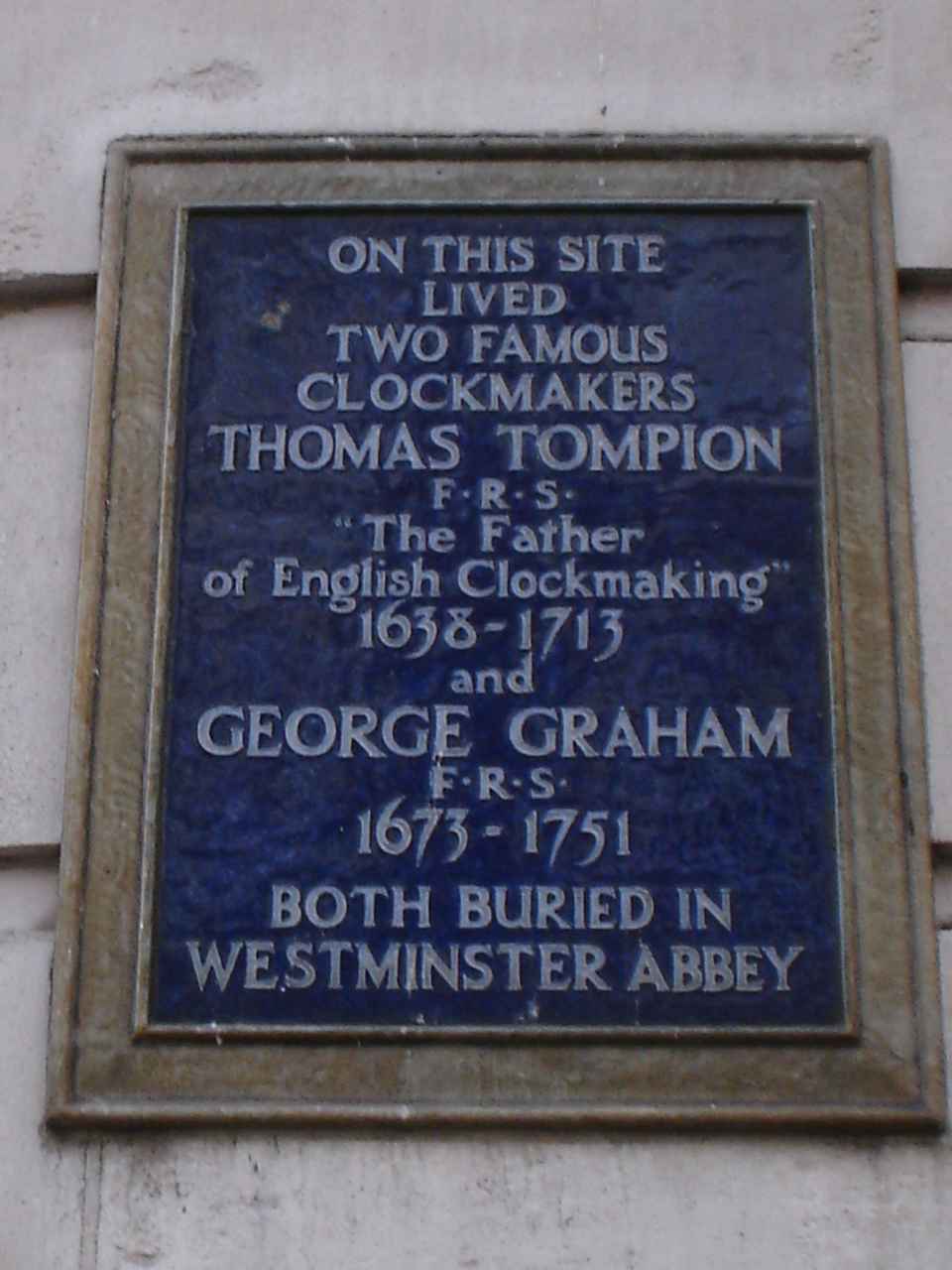
Graham és Tompion emléktáblája a londoni Fleet streeten

Graham órás és gépész volt és később az órások céhének Master of the Court-ja Londonban. A híres Thomas Tompion órásnál tanult, aki az első zsebórát készítette a Hooke-féle rugóval. Tompion Grahamet egészen magához vette és fiaként tartotta. Graham igen ügyesen készített különösen mérőeszközöket, és ezekkel kiváltképp a greenwich-i csillagdát látta el. Az általa készített mérőeszközök az ő idejében nagyon sikeresek voltak. Graham az ingakompenzáció feltalálója; 1715-ben találta föl a rostélyingát, de később ennek alkalmazását elhagyta és a higanykompenzációt kezdte alkalmazni, továbbá az óránál a nyugvó gátszerkezet (échappement) föltalálója is (Graham-féle gátszerkezet) Munkái a londoni Philosoph Transactions című évkönyvben jelentek meg. Halála után a Westminster-apátságban Anglia nagyjai között temették el.